# Fotboll vid olympiska sommarspelen 1976
Fotboll vid olympiska sommarspelen 1976 i Montréal, Kanada spelades 18–31 juli 1976 och vanns av Östtyskland före Polen och Sovjetunionen. Matcherna var förlagda till Montréal, Toronto, Ottawa och Sherbrooke. Grupp A, C och D bestod endast av tre lag, då Nigeria, Ghana och Zambia deltog i den afrikanska bojkotten av spelen som tillkännagavs en dag före invigningen, en bojkott som berodde på att Nya Zeeland var med, eftersom Nya Zeeland spelat rugby mot Sydafrika.

## Spelplatser
- Olympic Stadium (Montreal)
- Varsity Stadium (Toronto)
- Lansdowne Park (Ottawa)
- Municipal Stadium (Sherbrooke)

## Kvalspel
Följande 13 lag kvalade in:
| - Asien (AFC) - Iran - Israel - Nordkorea · - Nord- och Centralamerika (Concacaf) - Kuba - Guatemala - Mexiko · - Sydamerika (Conmebol) - Brasilien | - Europa (Uefa) - Östtyskland - Frankrike - Polen (direktkvalificerade som olympiska mästare 1972) - Spanien - Sovjetunionen · - Hemmalag - Kanada |

## Domare
| Asien - Abraham Klein - Jafar Namdar Nord- och Centralamerika - Werner Winsemann - Marco Antonio Dorantes Sydamerika - Angel Coerezza - Arnaldo Cézar Coelho - Guillermo Velasquez - Ramon Barreto | Europa - Paul Schiller - Robert Helies - Alberto Michelotti - Adolf Prokop - Károly Palotai - Marian Kuston - John Paterson - Emilio Guruceta-Muro - Vladimir Rudnev |

## Laguppställningar
Huvudartikel: Spelartrupper i fotboll vid olympiska sommarspelen 1976

## Resultat

### Första omgången

#### Grupp A
| Nr | Lag         | S | V | O | F | GM | IM | MS | P |
| -- | ----------- | - | - | - | - | -- | -- | -- | - |
| 1  | Brasilien   | 2 | 1 | 1 | 0 | 2  | 1  | +1 | 3 |
| 2  | Östtyskland | 2 | 1 | 1 | 0 | 1  | 0  | +1 | 3 |
| 3  | Spanien     | 2 | 0 | 0 | 2 | 1  | 3  | −2 | 0 |
| 4  | Nigeria     | 0 | 0 | 0 | 0 | 0  | 0  | 0  | 0 |

Nigeria drog sig ur
| 1         | 18 juli 1978 | Brasilien | 0 – 0   | Östtyskland | Varsity Stadium                                                          |                                                                          |
| 15:00 UTC | 15:00 UTC    |           | Rapport |             | Toronto Publik: 21 643 Domare: John Paterson (Skottland, Storbritannien) | Toronto Publik: 21 643 Domare: John Paterson (Skottland, Storbritannien) |
| 15:00 UTC | 15:00 UTC    |           |         |             | Toronto Publik: 21 643 Domare: John Paterson (Skottland, Storbritannien) | Toronto Publik: 21 643 Domare: John Paterson (Skottland, Storbritannien) |
| 15:00 UTC | 15:00 UTC    |           |         |             | Toronto Publik: 21 643 Domare: John Paterson (Skottland, Storbritannien) | Toronto Publik: 21 643 Domare: John Paterson (Skottland, Storbritannien) |

| 12        | 20 juli 1976 | Brasilien                          | 2 – 1           | Spanien               | Olympiastadion                                            |                                                           |
| 19:00 UTC | 19:00 UTC    | Rosemiro 7′ Chico Fraga 47′ (str.) | (1 – 1) Rapport | 14′ Santiago Idígoras | Montreal Publik: 30 693 Domare: Paul Schiller (Österrike) | Montreal Publik: 30 693 Domare: Paul Schiller (Österrike) |
| 19:00 UTC | 19:00 UTC    |                                    |                 |                       | Montreal Publik: 30 693 Domare: Paul Schiller (Österrike) | Montreal Publik: 30 693 Domare: Paul Schiller (Österrike) |
| 19:00 UTC | 19:00 UTC    |                                    |                 |                       | Montreal Publik: 30 693 Domare: Paul Schiller (Österrike) | Montreal Publik: 30 693 Domare: Paul Schiller (Österrike) |

| 19        | 22 juli 1976 | Östtyskland            | 1 – 0           | Brasilien | Olympiastadion                                            |                                                           |
| 15:00 UTC | 15:00 UTC    | Hans-Jürgen Dörner 46′ | (0 – 0) Rapport |           | Montreal Publik: 26 204 Domare: Werner Winsemann (Kanada) | Montreal Publik: 26 204 Domare: Werner Winsemann (Kanada) |
| 15:00 UTC | 15:00 UTC    |                        |                 |           | Montreal Publik: 26 204 Domare: Werner Winsemann (Kanada) | Montreal Publik: 26 204 Domare: Werner Winsemann (Kanada) |
| 15:00 UTC | 15:00 UTC    |                        |                 |           | Montreal Publik: 26 204 Domare: Werner Winsemann (Kanada) | Montreal Publik: 26 204 Domare: Werner Winsemann (Kanada) |

#### Grupp B
| Nr | Lag       | S | V | O | F | GM | IM | MS | P |
| -- | --------- | - | - | - | - | -- | -- | -- | - |
| 1  | Frankrike | 3 | 2 | 1 | 0 | 9  | 3  | +6 | 5 |
| 2  | Israel    | 3 | 0 | 3 | 0 | 3  | 3  | 0  | 3 |
| 3  | Mexiko    | 3 | 0 | 2 | 1 | 4  | 7  | −3 | 2 |
| 4  | Guatemala | 3 | 0 | 2 | 1 | 2  | 5  | −3 | 2 |

| 5         | 19 juli 1976 | Israel | 0 – 0   | Guatemala | Varsity Stadium                                               |                                                               |
| 18:00 UTC | 18:00 UTC    |        | Rapport |           | Toronto Publik: 9 500 Domare: Vladimir Rudnev (Sovjetunionen) | Toronto Publik: 9 500 Domare: Vladimir Rudnev (Sovjetunionen) |
| 18:00 UTC | 18:00 UTC    |        |         |           | Toronto Publik: 9 500 Domare: Vladimir Rudnev (Sovjetunionen) | Toronto Publik: 9 500 Domare: Vladimir Rudnev (Sovjetunionen) |
| 18:00 UTC | 18:00 UTC    |        |         |           | Toronto Publik: 9 500 Domare: Vladimir Rudnev (Sovjetunionen) | Toronto Publik: 9 500 Domare: Vladimir Rudnev (Sovjetunionen) |

| 6         | 19 juli 1976 | Frankrike                                                                      | 4 – 1           | Mexiko           | Lansdowne Park                                           |                                                          |
| 18:00 UTC | 18:00 UTC    | Jean-Marc Schaer 14′ Bruno Baronchelli 33′ Francisco Rubio 78′ Loïc Amisse 90′ | (2 – 0) Rapport | 81′ Hugo Sánchez | Ottawa Publik: 14 286 Domare: Angel Coerezza (Argentina) | Ottawa Publik: 14 286 Domare: Angel Coerezza (Argentina) |
| 18:00 UTC | 18:00 UTC    |                                                                                |                 |                  | Ottawa Publik: 14 286 Domare: Angel Coerezza (Argentina) | Ottawa Publik: 14 286 Domare: Angel Coerezza (Argentina) |
| 18:00 UTC | 18:00 UTC    |                                                                                |                 |                  | Ottawa Publik: 14 286 Domare: Angel Coerezza (Argentina) | Ottawa Publik: 14 286 Domare: Angel Coerezza (Argentina) |

| 16        | 21 juli 1976 | Frankrike                                                   | 4 – 1           | Guatemala      | Municipal Stadium                                    |                                                      |
| 17:00 UTC | 17:00 UTC    | Michel Platini 7′, 86′ Loïc Amisse 41′ Jean-Marc Schaer 82′ | (2 – 0) Rapport | 58′ Marco Fion | Sherbrooke Publik: 3 163 Domare: Jafar Namdar (Iran) | Sherbrooke Publik: 3 163 Domare: Jafar Namdar (Iran) |
| 17:00 UTC | 17:00 UTC    |                                                             |                 |                | Sherbrooke Publik: 3 163 Domare: Jafar Namdar (Iran) | Sherbrooke Publik: 3 163 Domare: Jafar Namdar (Iran) |
| 17:00 UTC | 17:00 UTC    |                                                             |                 |                | Sherbrooke Publik: 3 163 Domare: Jafar Namdar (Iran) | Sherbrooke Publik: 3 163 Domare: Jafar Namdar (Iran) |

| 15        | 21 juli 1976 | Mexiko                 | 2 – 2           | Israel                              | Olympiastadion                                               |                                                              |
| 16:00 UTC | 16:00 UTC    | Víctor Rangel 19′, 44′ | (2 – 0) Rapport | 51′ Yaron Oz 55′ (str.) Itzhak Shum | Montreal Publik: 28 124 Domare: Alberto Michelotti (Italien) | Montreal Publik: 28 124 Domare: Alberto Michelotti (Italien) |
| 16:00 UTC | 16:00 UTC    |                        |                 |                                     | Montreal Publik: 28 124 Domare: Alberto Michelotti (Italien) | Montreal Publik: 28 124 Domare: Alberto Michelotti (Italien) |
| 16:00 UTC | 16:00 UTC    |                        |                 |                                     | Montreal Publik: 28 124 Domare: Alberto Michelotti (Italien) | Montreal Publik: 28 124 Domare: Alberto Michelotti (Italien) |

| 24        | 23 juli 1976 | Mexiko            | 1 – 1           | Guatemala                 | Municipal Stadium                                      |                                                        |
| 17:00 UTC | 17:00 UTC    | Víctor Rangel 36′ | (1 – 1) Rapport | 18′ (sjm.) Eduardo Rergis | Sherbrooke Publik: 4 118 Domare: Marian Kuston (Polen) | Sherbrooke Publik: 4 118 Domare: Marian Kuston (Polen) |
| 17:00 UTC | 17:00 UTC    |                   |                 |                           | Sherbrooke Publik: 4 118 Domare: Marian Kuston (Polen) | Sherbrooke Publik: 4 118 Domare: Marian Kuston (Polen) |
| 17:00 UTC | 17:00 UTC    |                   |                 |                           | Sherbrooke Publik: 4 118 Domare: Marian Kuston (Polen) | Sherbrooke Publik: 4 118 Domare: Marian Kuston (Polen) |

| 23        | 23 juli 1976 | Frankrike                 | 1 – 1           | Israel           | Olympiastadion                                          |                                                         |
| 21:00 UTC | 21:00 UTC    | Michel Platini 80′ (str.) | (0 – 0) Rapport | 75′ Vicky Peretz | Montreal Publik: 33 639 Domare: Ramón Barreto (Uruguay) | Montreal Publik: 33 639 Domare: Ramón Barreto (Uruguay) |
| 21:00 UTC | 21:00 UTC    |                           |                 |                  | Montreal Publik: 33 639 Domare: Ramón Barreto (Uruguay) | Montreal Publik: 33 639 Domare: Ramón Barreto (Uruguay) |
| 21:00 UTC | 21:00 UTC    |                           |                 |                  | Montreal Publik: 33 639 Domare: Ramón Barreto (Uruguay) | Montreal Publik: 33 639 Domare: Ramón Barreto (Uruguay) |

#### Grupp C
| Nr | Lag   | S | V | O | F | GM | IM | MS | P |
| -- | ----- | - | - | - | - | -- | -- | -- | - |
| 1  | Polen | 2 | 1 | 1 | 0 | 3  | 2  | +1 | 3 |
| 2  | Iran  | 2 | 1 | 0 | 1 | 3  | 3  | 0  | 2 |
| 3  | Kuba  | 2 | 0 | 1 | 1 | 0  | 1  | −1 | 1 |
| 4  | Ghana | 0 | 0 | 0 | 0 | 0  | 0  | 0  | 0 |

Ghana drog sig ur
| 4         | 18 juli 1976 | Polen | 0 – 0   | Kuba | Lansdowne Park                                       |                                                      |
| 15:00 UTC | 15:00 UTC    |       | Rapport |      | Ottawa Publik: 22 242 Domare: Abraham Klein (Israel) | Ottawa Publik: 22 242 Domare: Abraham Klein (Israel) |
| 15:00 UTC | 15:00 UTC    |       |         |      | Ottawa Publik: 22 242 Domare: Abraham Klein (Israel) | Ottawa Publik: 22 242 Domare: Abraham Klein (Israel) |
| 15:00 UTC | 15:00 UTC    |       |         |      | Ottawa Publik: 22 242 Domare: Abraham Klein (Israel) | Ottawa Publik: 22 242 Domare: Abraham Klein (Israel) |

| 10        | 20 juli 1976 | Iran                        | 1 – 0           | Kuba | Lansdowne Park                                           |                                                          |
| 18:00 UTC | 18:00 UTC    | Gholam Hossein Mazloumi 28′ | (1 – 0) Rapport |      | Ottawa Publik: 11 324 Domare: Adolf Prokop (Östtyskland) | Ottawa Publik: 11 324 Domare: Adolf Prokop (Östtyskland) |
| 18:00 UTC | 18:00 UTC    |                             |                 |      | Ottawa Publik: 11 324 Domare: Adolf Prokop (Östtyskland) | Ottawa Publik: 11 324 Domare: Adolf Prokop (Östtyskland) |
| 18:00 UTC | 18:00 UTC    |                             |                 |      | Ottawa Publik: 11 324 Domare: Adolf Prokop (Östtyskland) | Ottawa Publik: 11 324 Domare: Adolf Prokop (Östtyskland) |

| 20        | 22 juli 1976 | Polen                                         | 3 – 2           | Iran                             | Olympiastadion                                                   |                                                                  |
| 20:00 UTC | 20:00 UTC    | Andrzej Szarmach 48′, 75′ Kazimierz Deyna 51′ | (0 – 1) Rapport | 6′ Ali Parvin 79′ Hassan Rowshan | Montreal Publik: 27 698 Domare: Arnaldo Cézar Coelho (Brasilien) | Montreal Publik: 27 698 Domare: Arnaldo Cézar Coelho (Brasilien) |
| 20:00 UTC | 20:00 UTC    |                                               |                 |                                  | Montreal Publik: 27 698 Domare: Arnaldo Cézar Coelho (Brasilien) | Montreal Publik: 27 698 Domare: Arnaldo Cézar Coelho (Brasilien) |
| 20:00 UTC | 20:00 UTC    |                                               |                 |                                  | Montreal Publik: 27 698 Domare: Arnaldo Cézar Coelho (Brasilien) | Montreal Publik: 27 698 Domare: Arnaldo Cézar Coelho (Brasilien) |

#### Grupp D
| Nr | Lag           | S | V | O | F | GM | IM | MS | P |
| -- | ------------- | - | - | - | - | -- | -- | -- | - |
| 1  | Sovjetunionen | 2 | 2 | 0 | 0 | 5  | 1  | +4 | 4 |
| 2  | Nordkorea     | 2 | 1 | 0 | 1 | 3  | 4  | −1 | 2 |
| 3  | Kanada        | 2 | 0 | 0 | 2 | 2  | 5  | −3 | 0 |
| 4  | Zambia        | 0 | 0 | 0 | 0 | 0  | 0  | 0  | 0 |

Zambia drog sig ur
| 8         | 19 juli 1976 | Kanada            | 1 – 2           | Sovjetunionen               | Olympiastadion                                            |                                                           |
| 16:00 UTC | 16:00 UTC    | Jimmy Douglas 88′ | (0 – 1) Rapport | 8′, 11′ Vladimir Onistjenko | Montreal Publik: 24 591 Domare: Robert Helies (Frankrike) | Montreal Publik: 24 591 Domare: Robert Helies (Frankrike) |
| 16:00 UTC | 16:00 UTC    |                   |                 |                             | Montreal Publik: 24 591 Domare: Robert Helies (Frankrike) | Montreal Publik: 24 591 Domare: Robert Helies (Frankrike) |
| 16:00 UTC | 16:00 UTC    |                   |                 |                             | Montreal Publik: 24 591 Domare: Robert Helies (Frankrike) | Montreal Publik: 24 591 Domare: Robert Helies (Frankrike) |

| 13        | 21 juli 1976 | Nordkorea                           | 3 – 1           | Kanada            | Varsity Stadium                                                |                                                                |
| 18:00 UTC | 18:00 UTC    | An Se-Uk 18′ Hong Song-Nam 66′, 80′ | (1 – 0) Rapport | 51′ Jimmy Douglas | Toronto Publik: 12 638 Domare: Marco Antonio Dorantes (Mexiko) | Toronto Publik: 12 638 Domare: Marco Antonio Dorantes (Mexiko) |
| 18:00 UTC | 18:00 UTC    |                                     |                 |                   | Toronto Publik: 12 638 Domare: Marco Antonio Dorantes (Mexiko) | Toronto Publik: 12 638 Domare: Marco Antonio Dorantes (Mexiko) |
| 18:00 UTC | 18:00 UTC    |                                     |                 |                   | Toronto Publik: 12 638 Domare: Marco Antonio Dorantes (Mexiko) | Toronto Publik: 12 638 Domare: Marco Antonio Dorantes (Mexiko) |

| 22        | 23 juli 1976 | Sovjetunionen                                                    | 3 – 0           | Nordkorea | Lansdowne Park                                               |                                                              |
| 18:00 UTC | 18:00 UTC    | Viktor Kolotov 16′ (str.) Vladimir Veremeev 81′ Oleg Blochin 89′ | (0 – 0) Rapport |           | Ottawa Publik: 15 233 Domare: Emilio Guruceta-Muro (Spanien) | Ottawa Publik: 15 233 Domare: Emilio Guruceta-Muro (Spanien) |
| 18:00 UTC | 18:00 UTC    |                                                                  |                 |           | Ottawa Publik: 15 233 Domare: Emilio Guruceta-Muro (Spanien) | Ottawa Publik: 15 233 Domare: Emilio Guruceta-Muro (Spanien) |
| 18:00 UTC | 18:00 UTC    |                                                                  |                 |           | Ottawa Publik: 15 233 Domare: Emilio Guruceta-Muro (Spanien) | Ottawa Publik: 15 233 Domare: Emilio Guruceta-Muro (Spanien) |

### Slutspel

#### Slutspelsträd
|  | Kvartsfinaler             | Kvartsfinaler          |                         |   | Semifinaler | Semifinaler |  |  | Final | Final |
|  |                           |                        |                         |   |             |             |  |  |       |       |
|  | 25 juli 1976 - Ottawa     |                        |                         |   |             |             |  |  |       |       |
|  |                           |                        |                         |   |             |             |  |  |       |       |
|  | Östtyskland               | 4                      |                         |   |             |             |  |  |       |       |
|  | Östtyskland               | 4                      | 27 juli 1976 - Montreal |   |             |             |  |  |       |       |
|  | Frankrike                 | 0                      |                         |   |             |             |  |  |       |       |
|  | Frankrike                 | 0                      | Östtyskland             | 2 |             |             |  |  |       |       |
|  | 25 juli 1976 - Sherbrooke |                        | Östtyskland             | 2 |             |             |  |  |       |       |
|  |                           | Sovjetunionen          | 1                       |   |             |             |  |  |       |       |
|  | Sovjetunionen             | Sovjetunionen          | 1                       | 2 |             |             |  |  |       |       |
|  | Sovjetunionen             |                        | 31 juli 1976 - Montreal | 2 |             |             |  |  |       |       |
|  | Iran                      | 1                      |                         |   |             |             |  |  |       |       |
|  | Iran                      | 1                      | Östtyskland             | 3 |             |             |  |  |       |       |
|  | 25 juli 1976 - Toronto    |                        | Östtyskland             | 3 |             |             |  |  |       |       |
|  |                           | Polen                  | 1                       |   |             |             |  |  |       |       |
|  | Brasilien                 | Polen                  | 1                       | 4 |             |             |  |  |       |       |
|  | Brasilien                 | 27 juli 1976 - Toronto |                         | 4 |             |             |  |  |       |       |
|  | Israel                    | 1                      |                         |   |             |             |  |  |       |       |
|  | Israel                    | 1                      | Polen                   | 2 |             |             |  |  |       |       |
|  | 25 juli 1976 - Montreal   |                        | Polen                   | 2 |             |             |  |  |       |       |
|  |                           | Brasilien              | 0                       |   | Bronsmatch  | Bronsmatch  |  |  |       |       |
|  | Polen                     | Brasilien              | 0                       | 5 | Bronsmatch  | Bronsmatch  |  |  |       |       |
|  | Polen                     |                        | 29 juli 1976 - Montreal | 5 |             |             |  |  |       |       |
|  | Nordkorea                 | 0                      |                         |   |             |             |  |  |       |       |
|  | Nordkorea                 | 0                      | Sovjetunionen           | 2 |             |             |  |  |       |       |
|  |                           |                        |                         |   |             |             |  |  |       |       |
|  | Brasilien                 | 0                      |                         |   |             |             |  |  |       |       |
|  | Brasilien                 | 0                      |                         |   |             |             |  |  |       |       |

#### Kvartsfinaler
| 26        | 25 juli 1976 | Östtyskland                                                                         | 4 – 0           | Frankrike | Lansdowne Park                                             |                                                            |
| 18:00 UTC | 18:00 UTC    | Wolfram Löwe 27′ Hans-Jürgen Dörner 60′ (str.), 68′ (str.) Hans-Jürgen Riediger 77′ | (1 – 0) Rapport |           | Ottawa Publik: 20 083 Domare: Alberto Michelotti (Italien) | Ottawa Publik: 20 083 Domare: Alberto Michelotti (Italien) |
| 18:00 UTC | 18:00 UTC    |                                                                                     |                 |           | Ottawa Publik: 20 083 Domare: Alberto Michelotti (Italien) | Ottawa Publik: 20 083 Domare: Alberto Michelotti (Italien) |
| 18:00 UTC | 18:00 UTC    |                                                                                     |                 |           | Ottawa Publik: 20 083 Domare: Alberto Michelotti (Italien) | Ottawa Publik: 20 083 Domare: Alberto Michelotti (Italien) |

| 28        | 25 juli 1976 | Sovjetunionen                                | 2 – 1           | Iran                           | Municipal Stadium                                               |                                                                 |
| 16:00 UTC | 16:00 UTC    | Aleksandr Minajev 40′ Viktor Zvjagintsev 67′ | (1 – 0) Rapport | 82′ (str.) Parviz Ghelichkhani | Sherbrooke Publik: 5 855 Domare: Guillermo Velasquez (Colombia) | Sherbrooke Publik: 5 855 Domare: Guillermo Velasquez (Colombia) |
| 16:00 UTC | 16:00 UTC    |                                              |                 |                                | Sherbrooke Publik: 5 855 Domare: Guillermo Velasquez (Colombia) | Sherbrooke Publik: 5 855 Domare: Guillermo Velasquez (Colombia) |
| 16:00 UTC | 16:00 UTC    |                                              |                 |                                | Sherbrooke Publik: 5 855 Domare: Guillermo Velasquez (Colombia) | Sherbrooke Publik: 5 855 Domare: Guillermo Velasquez (Colombia) |

| 25        | 25 juli 1976 | Brasilien                                                  | 4 – 1           | Israel | Varsity Stadium                                        |                                                        |
| 16:00 UTC | 16:00 UTC    | Jarbas Faustinho 56′, 74′ Erivélton Martins 72′ Júnior 88′ | (0 – 0) Rapport |        | Toronto Publik: 18 601 Domare: Károly Palotai (Ungern) | Toronto Publik: 18 601 Domare: Károly Palotai (Ungern) |
| 16:00 UTC | 16:00 UTC    |                                                            |                 |        | Toronto Publik: 18 601 Domare: Károly Palotai (Ungern) | Toronto Publik: 18 601 Domare: Károly Palotai (Ungern) |
| 16:00 UTC | 16:00 UTC    |                                                            |                 |        | Toronto Publik: 18 601 Domare: Károly Palotai (Ungern) | Toronto Publik: 18 601 Domare: Károly Palotai (Ungern) |

| 27        | 25 juli 1976 | Polen                                                                   | 5 – 0           | Nordkorea | Olympiastadion                                            |                                                           |
| 21:00 UTC | 21:00 UTC    | Andrzej Szarmach 13′, 49′ Grzegorz Lato 59′, 79′ Antoni Szymanowski 64′ | (1 – 0) Rapport |           | Montreal Publik: 44 332 Domare: Paul Schiller (Österrike) | Montreal Publik: 44 332 Domare: Paul Schiller (Österrike) |
| 21:00 UTC | 21:00 UTC    |                                                                         |                 |           | Montreal Publik: 44 332 Domare: Paul Schiller (Österrike) | Montreal Publik: 44 332 Domare: Paul Schiller (Österrike) |
| 21:00 UTC | 21:00 UTC    |                                                                         |                 |           | Montreal Publik: 44 332 Domare: Paul Schiller (Österrike) | Montreal Publik: 44 332 Domare: Paul Schiller (Österrike) |

#### Semifinaler
| 30        | 27 juli 1976 | Sovjetunionen             | 1 – 2           | Östtyskland                                         | Olympiastadion                                                  |                                                                 |
| 18:00 UTC | 18:00 UTC    | Viktor Kolotov 84′ (str.) | (0 – 0) Rapport | 59′ (str.) Hans-Jürgen Dörner 66′ Lothar Kurbjuweit | Montreal Publik: 57 182 Domare: Marco Antonio Dorantes (Mexiko) | Montreal Publik: 57 182 Domare: Marco Antonio Dorantes (Mexiko) |
| 18:00 UTC | 18:00 UTC    |                           |                 |                                                     | Montreal Publik: 57 182 Domare: Marco Antonio Dorantes (Mexiko) | Montreal Publik: 57 182 Domare: Marco Antonio Dorantes (Mexiko) |
| 18:00 UTC | 18:00 UTC    |                           |                 |                                                     | Montreal Publik: 57 182 Domare: Marco Antonio Dorantes (Mexiko) | Montreal Publik: 57 182 Domare: Marco Antonio Dorantes (Mexiko) |

| 29        | 27 juli 1976 | Polen                     | 2 – 0           | Brasilien | Varsity Stadium                                                          |                                                                          |
| 18:00 UTC | 18:00 UTC    | Andrzej Szarmach 51′, 82′ | (0 – 0) Rapport |           | Toronto Publik: 21 743 Domare: John Paterson (Skottland, Storbritannien) | Toronto Publik: 21 743 Domare: John Paterson (Skottland, Storbritannien) |
| 18:00 UTC | 18:00 UTC    |                           |                 |           | Toronto Publik: 21 743 Domare: John Paterson (Skottland, Storbritannien) | Toronto Publik: 21 743 Domare: John Paterson (Skottland, Storbritannien) |
| 18:00 UTC | 18:00 UTC    |                           |                 |           | Toronto Publik: 21 743 Domare: John Paterson (Skottland, Storbritannien) | Toronto Publik: 21 743 Domare: John Paterson (Skottland, Storbritannien) |

#### Match om tredjepris
| 31        | 29 juli 1976 | Sovjetunionen                               | 2 – 0           | Brasilien | Olympiastadion                                         |                                                        |
| 21:00 UTC | 21:00 UTC    | Vladimir Onistjenko 5′ Leonid Nazarenko 49′ | (1 – 0) Rapport |           | Montreal Publik: 55 647 Domare: Abraham Klein (Israel) | Montreal Publik: 55 647 Domare: Abraham Klein (Israel) |
| 21:00 UTC | 21:00 UTC    |                                             |                 |           | Montreal Publik: 55 647 Domare: Abraham Klein (Israel) | Montreal Publik: 55 647 Domare: Abraham Klein (Israel) |
| 21:00 UTC | 21:00 UTC    |                                             |                 |           | Montreal Publik: 55 647 Domare: Abraham Klein (Israel) | Montreal Publik: 55 647 Domare: Abraham Klein (Israel) |

#### Final
| 32        | 31 juli 1976 | Östtyskland                                               | 3 – 1           | Polen             | Olympiastadion                                          |                                                         |
| 21:30 UTC | 21:30 UTC    | Hartmut Schade 7′ Martin Hoffmann 14′ Reinhard Häfner 84′ | (2 – 0) Rapport | 59′ Grzegorz Lato | Montréal Publik: 71 617 Domare: Ramon Barreto (Uruguay) | Montréal Publik: 71 617 Domare: Ramon Barreto (Uruguay) |
| 21:30 UTC | 21:30 UTC    |                                                           |                 |                   | Montréal Publik: 71 617 Domare: Ramon Barreto (Uruguay) | Montréal Publik: 71 617 Domare: Ramon Barreto (Uruguay) |
| 21:30 UTC | 21:30 UTC    |                                                           |                 |                   | Montréal Publik: 71 617 Domare: Ramon Barreto (Uruguay) | Montréal Publik: 71 617 Domare: Ramon Barreto (Uruguay) |

## Medaljörer
| Gren   | Guld | Silver | Brons |
| Herrar | Östtyskland Hans-Ulrich Grapenthin Wilfried Gröbner Jürgen Croy Gerd Weber Hans-Jürgen Dörner Konrad Weise Lothar Kurbjuweit Reinhard Lauck Gerd Heidler Reinhard Häfner Hans-Jürgen Riediger Bernd Bransch Martin Hoffmann Gerd Kische Wolfram Löwe Hartmut Schade Dieter Riedel | Polen Jan Tomaszewski Piotr Mowlik Antoni Szymanowski Jerzy Gorgoń Wojciech Rudy Władysław Żmuda Zygmunt Maszczyk Grzegorz Lato Henryk Wawrowski Henryk Kasperczak Roman Ogaza Kazimierz Kmiecik Kazimierz Deyna Andrzej Szarmach Henryk Wieczorek Lesław Ćmikiewicz Jan Benigier | Sovjetunionen Vladimir Astapovskj Anatolj Konjkov Viktor Matvijenko Mjchailo Fomenko Stefan Resjko Vladimir Trosjkin David Kipiani Vladimir Onistjenko Viktor Kolotov Vladimir Veremeev Oleh Blochin Leonid Burjak Vladimir Fjodorov Aleksandr Minajev Viktor Zvjagintsev Leonid Nazarenko Aleksandr Protjorov |